# Malowan & Franz

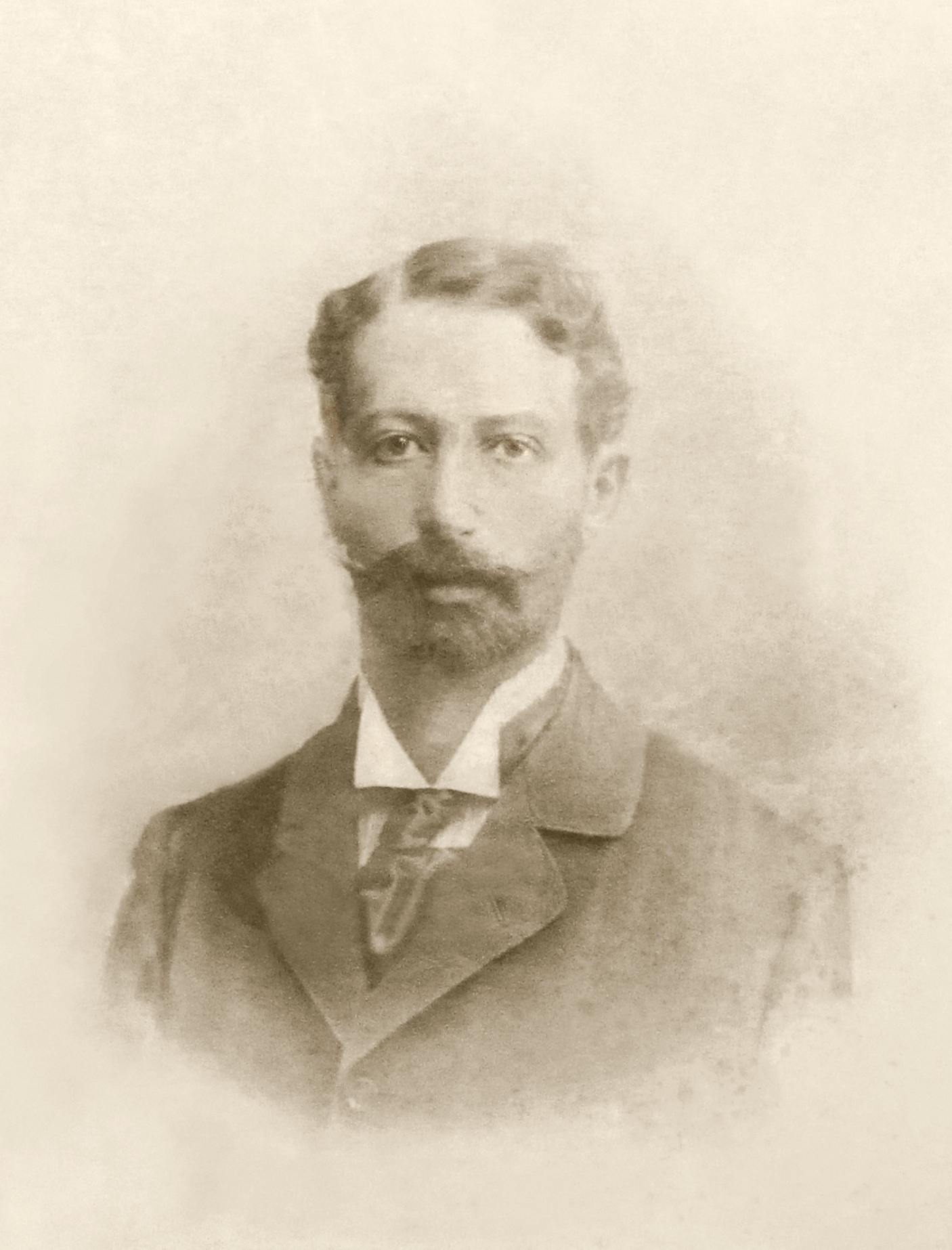
Gottfried Malowan

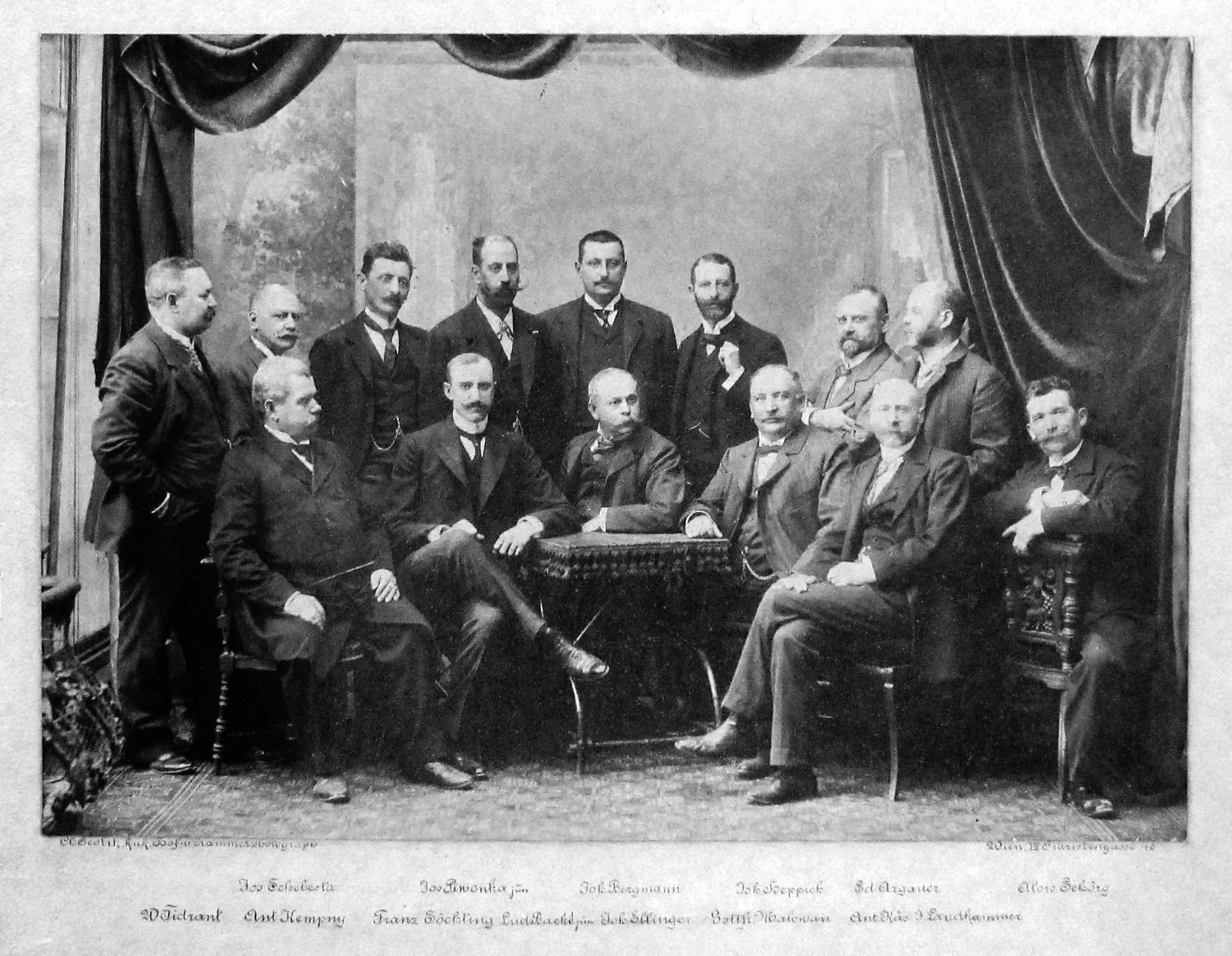
Gottfried Malowan und eine Gruppe weiterer Herrenausstatter

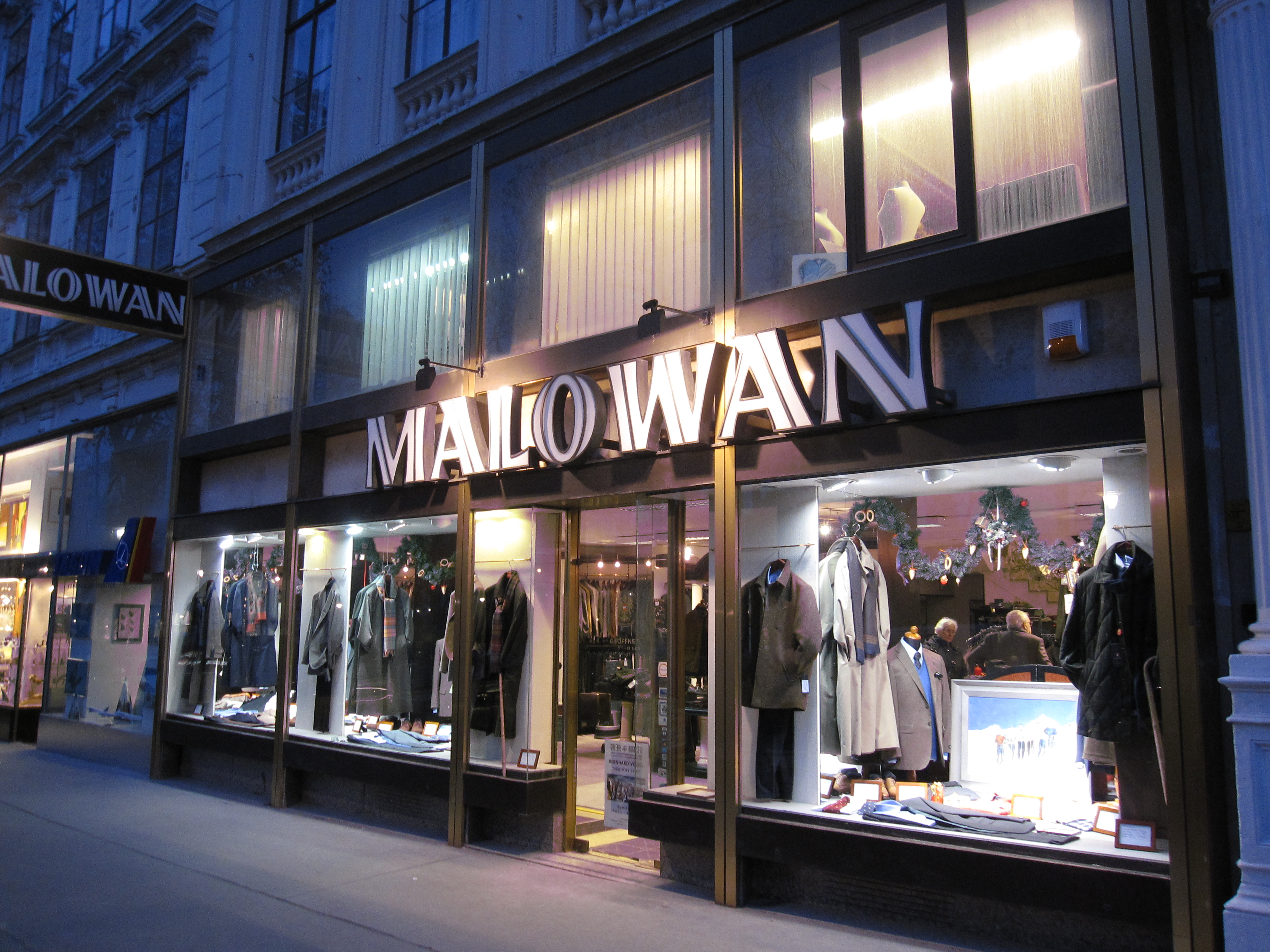
Malowan am Wiener Opernring (2009)

Malowan & Co. ist ein traditionsreicher Wiener Herrenausstatter. Das Unternehmen befindet sich am Opernring 23 im 1. Bezirk.

## Geschichte
Das Unternehmen wurde von der Pfaidlerin Maria Malowan (* 1823) gegründet. Ihre detailverliebte Arbeit wurde von der feinen Gesellschaft geschätzt und sie wurde so erfolgreich, dass nach einer neuen Immobilie gesucht werden musste. Ihr Sohn Gottfried Malowan (* 23. April 1852 in Wien; † 17. Juni 1919 in Wien) konnte schließlich ein Ausweichlokal finden, welches 1881 bezogen wurde. Dieses Lokal wurde schließlich der feste Firmensitz. Nach dem Umzug an die Ringstraße wurde der Textilhändler Ferdinand Franz der Geschäftspartner von Malowan und das Unternehmen hieß nun Malowan & Franz. 
Neben dem Geschäft am Ring befand sich früher das Café Kaisergarten. Die Herren, die sich nachts an der Sanssouci-Bar des Cafés aufhielten, kamen tagsüber zum Herrenschneider Malowan für ihre Wäsche. Das Unternehmen zählte zu den Kunden die höchsten Kreise, hatte aber bei internationalen Ausstellungen nicht großartig partizipiert auf Grund seiner geringen Größe. Dennoch wurde das Gesuch um den k.u.k. Hoflieferantentitel 1897 positiv beantwortet. 
Nachdem Gottfried Malowan aus dem Unternehmen ausgeschieden war, blieb Ferdinand Franz († April 1922) Eigentümer, beließ jedoch den Namen des Unternehmens auf Malowan & Co. Seine Witwe verkaufte den Laden an Hugo Jellinek. Jellinek fing eine eigene Krawattenproduktion an, musste jedoch 1938 mit dem Anschluss Österreichs nach London zwangsemigrieren. Erst nach dem Krieg konnte er die Restitution des Ladens erwirken. 
1968 stieg der Mantelerzeuger Alfred Markowski in das Unternehmen ein und konnte die restlichen Anteil von Jellinek abkaufen. Nachdem die Damenabteilung im ersten Stock umgebaut wurde, wurde sie später komplett zu Gunsten der Herrenmode vom Nachfolger Manfred Markowski eingestellt. 1973 erfolgte die Modernisierung des Geschäftes, die alte Innenausstattung aus den 1920er Jahren ging damit verloren. 
Zu den Kunden zählten Hans Moser, Robert Stolz, der Komponist Hermann Leopoldi, Paul Hörbiger und Attila Hörbiger, Peter Alexander und Bundespräsident Theodor Körner. Das Unternehmen konzentriert sich auf klassische Maßanzüge und versteht sich als Bollwerk "wider den Markenwahnsinn".